# Villemeux-sur-Eure

Villemeux-sur-Eure este o comună în departamentul Eure-et-Loir, Franța. În 1 ianuarie 2022 avea o populație de 1.808 de locuitori.